# Изомаритима
Изомаритима (грч. isos - једнак и лат. maritimus - морски) је линија која на географској карти и поморској карти спаја тачке са истом удаљеношћу од морске обале.